# Alps del Gran Paradiso
Els Alps del Gran Paradiso (en italià, Alpi del Gran Paradiso, i anomenats també com a Alpi Graie orientali) són una subsecció alpina dels Alps de Graies, i concretament en formen la part oriental. Estan formats principalment pel massís del Gran Paradiso, i es troben a les regions del Piemont i la Vall d'Aosta.

## Delimitació
Els Alps del Gran Paradiso linden amb:
- al nord amb els Alps del Gran Combin i els Alps del Weisshorn i del Cervino (als Alps Penins) i separats pel riu Dora Baltea;
- al nord-est amb els Alps del Monte Rosa i els Alps de Biella i Cusianos (als Alps Penins) i separats pel Dora Baltea;
- a l'est i al sud-est amb la Plana Padana;
- al sud amb els Alps de Lanzo i l'Alta Moriana (a la mateixa secció alpina) i separats pel riu Orco;
- a l'oest amb els Alps de la Grande Sassière i del Rutor (a la mateixa secció alpina) i separats pel colle del Nivolet i de la Vall de Valsavarenche.

Girant en sentit de les agulles del rellotge, els límits geogràfics són: Colle del Nivolet, Vall de Valsavarenche, riu Dora Baltea, Plana padana, Valle del Orco, Colle del Nivolet.

## Subdivisió (SOUISA)

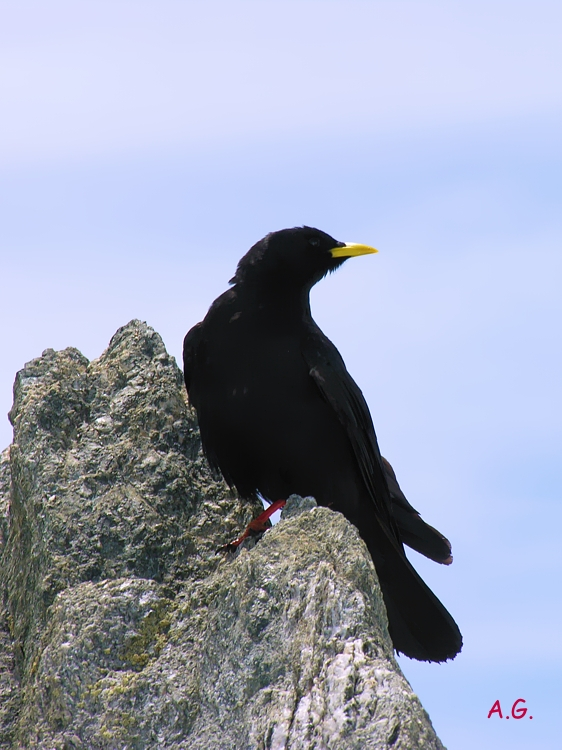
Gralla

Segons la definició de la SOIUSA el massís del Gran Paradiso és un supergrup alpí amb la següent classificació:
- Gran part: Alps occidentals
- Gran sector = Alps del nord-oest
- Secció = Alps de Graies
- Subsecció = Alps del Gran Paradiso
- Codi = I/B-7.IV

Segons la SOIUSA els Alps del Gran Paradiso es subdivideix en tres supergrups, 10 grups i 14 subgrups:
- Massís del Gran Paradiso (A)
  - Grup Ciarforon-Punta Fourà (A.1)
    - Nus de Punta Fourà (A.1.a)
    - Nus del Ciarforon (A.1.b)

  - Grup Gran Paradiso-Roccia Viva (A.2)
    - Subgrup del Gran Paradiso (A.2.a)
    - Subgrup Roccia Viva-Apostoli (A.2.b)

  - Grup Grivola-Gran Serra (A.3)
    - Nus de la Gran Serra (A.3.a)
    - Massís de la Grivola (A.3.b)

  - Grup Sengie-Chardonney (A.4)
    - Nus de las Sengie (A.4.a)
    - Nus del Chardonney (A.4.b)
- Grup de la Rosa dei Banchi (B)
  - Nus de la Rosa dei Banchi (B.5)
  - Costiera del Monte Marzo (B.6)
  - Costiera del Monte Giavino (B.7)
- Cadena Emilius-Tersiva (C)
  - Grup de la Tersiva (C.8)
    - Nus de la Punta Tersiva (C.8.a)
    - Costiera del Avert (C.8.b)

  - Grup del Emilius (C.9)
    - Nus del Monte Emilius (C.9.a)
    - Costiera Garin-Vallettaz (C.9.b)

  - Grup Glacier-Avic (C.10)
    - Costiera del Monte Glacier (C.10.a)
    - Costiera del Monte Avic (C.10.b)

## Cims principals

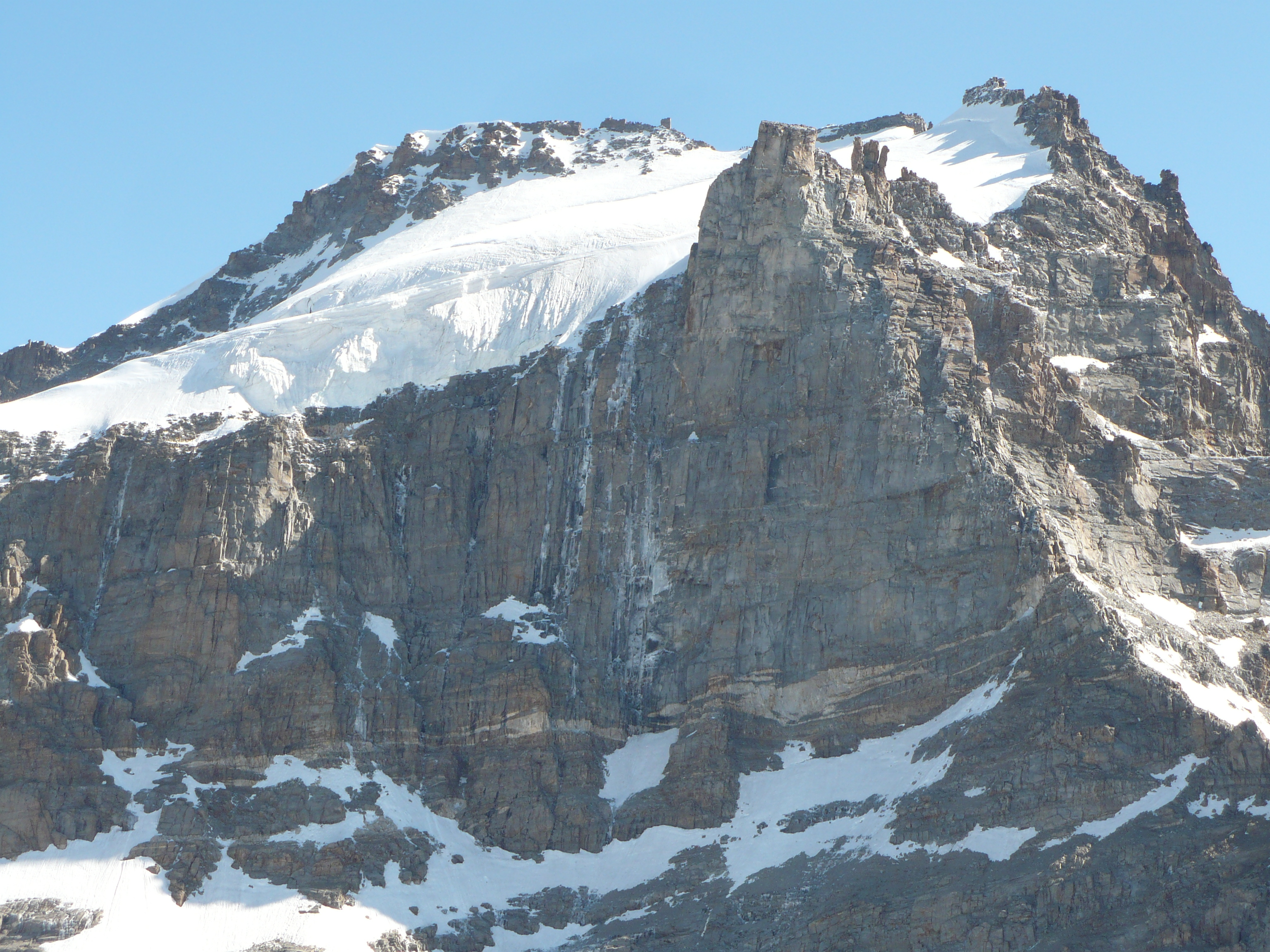
El cim del Gran Paradiso (a l'esquerra); el Roc (a la dreta) i la Becca di Moncorvè (en primer pla) vists des del sud.

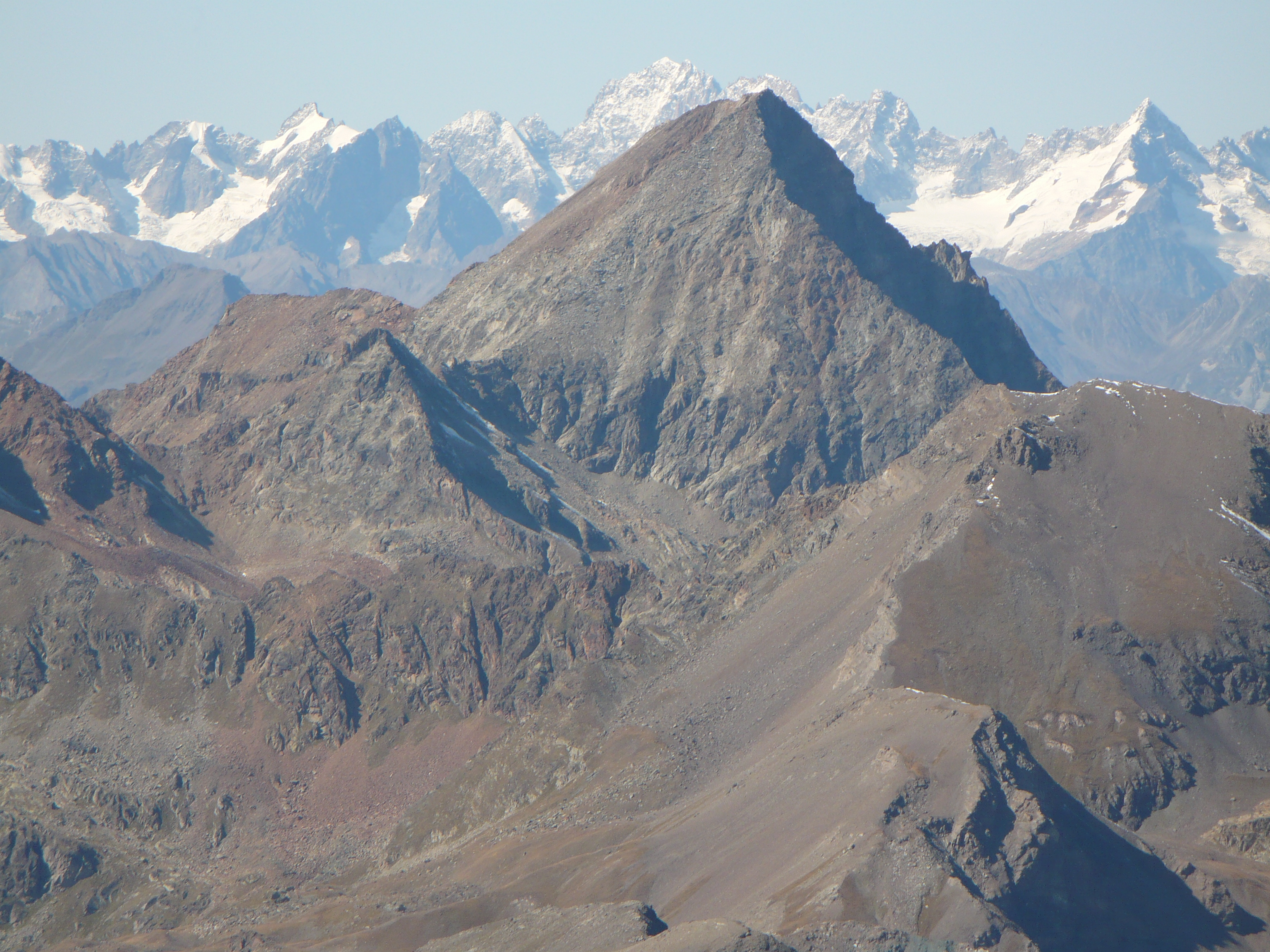
El Monte Emilius vist des de la Punta Tersiva.

A més dels cims compresos al Massís del Gran Paradiso es poden mencionar les següents muntanyes:
- Monte Emilius - 3.559 m
- Punta Tersiva - 3.513 m
- Punta Garin - 3.448 m
- Mont Glacier - 3.185 m
- Rosa dei Banchi - 3.164 m
- Becca di Nona - 3.142 m
- Bec Costazza - 3.092 m
- Punta Vallettaz - 3.090 m
- Mont Avic - 3.006 m
- Grand Avert - 2.991 m
- Monfandì - 2.820 m
- Monte Giavino - 2.766 m
- Monte Marzo de 2756 m
- Punta di Verzel - 2.406 m
- Punta Quinseina - 2.344 m